# 唐万林
唐万林（1979年—），重庆市人，蒙古族，中华人民共和国政治人物、第十一届全国人民代表大会解放军代表。
毕业于四川大学核物理专业，是中共党员。担任成都军区防化技术大队队长。2008年起担任全国人大代表。